# Новоселидівка
Новосели́дівка — село Курахівської міської громади Покровського району Донецької області, Україна. У селі мешкає 999 людей.

## Загальні відомості
Відстань до центру громади становить близько 8 км і проходить автошляхом місцевого значення.
Землі села межують із територією смт Цукурине Селидівської міської ради Донецької області.
Поруч із селом розташовані зупинні пункти 45 км та Вознесенка.

## Герб
У щиті, підвищено перетятому лазуровим і зеленим, золоте коло, утворене сонцем, що сходить, без зображення обличчя, з золотими променями, обтяженим двома чорними молотками, покладеними в косий хрест, і золотим соняшником, обтяженим зеленими ґонтами.

## Історія
Засноване на початку XX століття вихідцями з селища Селидівка (зараз м. Селидове). Спочатку складалося з хуторів Новоселидівка, Новомиколаївка, Шевченкове та Вознесенка. Центр СТОВ «Світанок» (раніше колгосп ім. Суворова).
4 листопада 2014 року у селі невідомі завалили пам'ятник Леніну.
З 26 листопада 2024 року село тимчасово окуповане російськими військами.

## Населення
За даними перепису 2001 року населення села становило 987 осіб, із них 79,58 % зазначили рідною мову українську, 20,12 % — російську та 0,2 % — білоруську мову.

## Економіка
У Новоселидівці розміщено ТОВ А/ф "Світанок". Головний напрямок агрофірми — виробництво зерна, молочної та м'ясної продукції.
До послуг жителів — три магазини.

## Заклади соціальної сфери
У селі працюють дев'ятирічна школа, комунальний культурно-освітній заклад "Новоселидівський сільський Будинок сімейного дозвілля" з глядацькою залою на 330 місць, бібліотека, медпункт, дитячий садок "Світлячок", поштове відділення закрили у 2021 році, натомість працює пересувна мобільна пошта.  (поштовий індекс: 85610).